# 枝德二

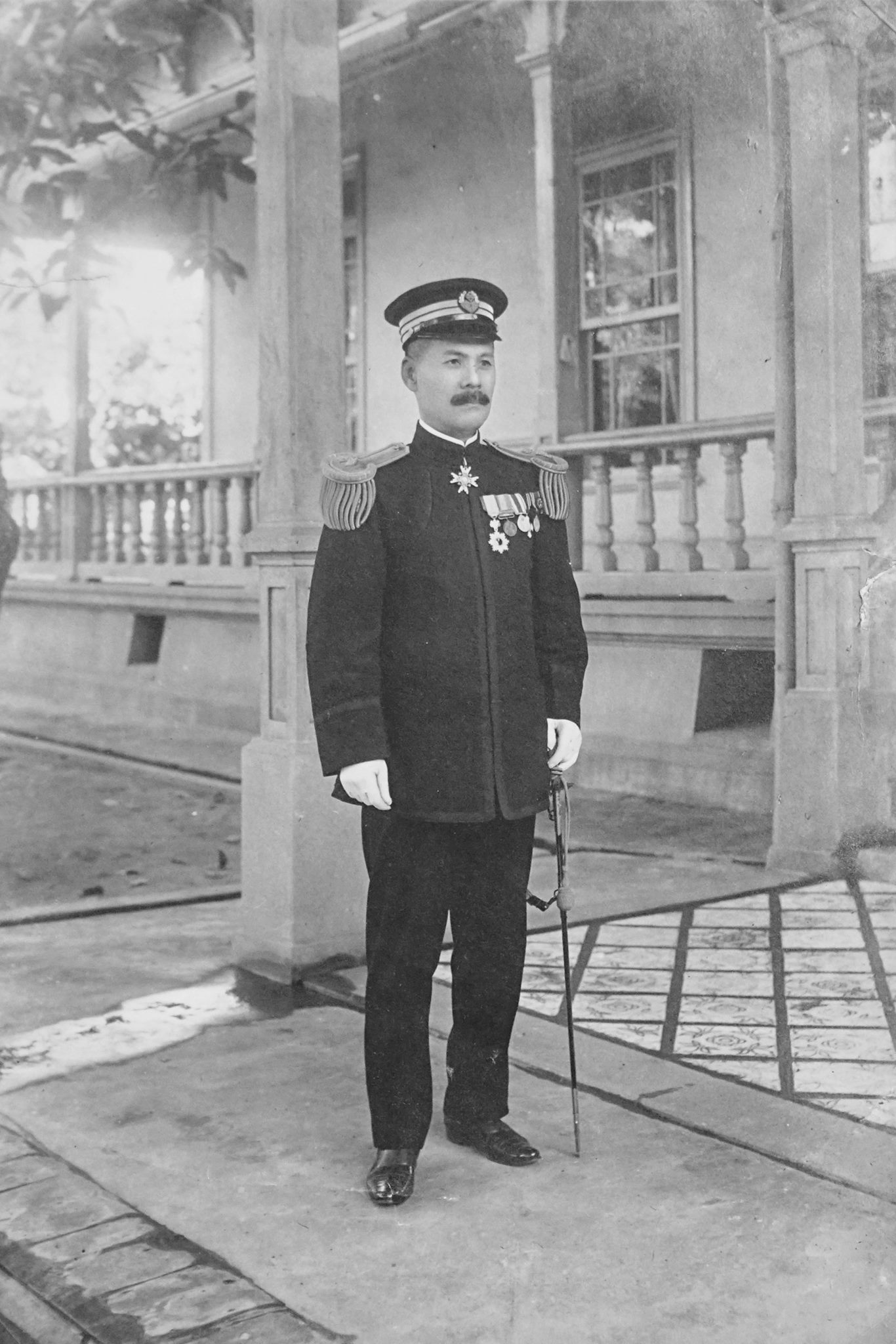
在臺南廳長官邸前的枝德二（1920年）

枝德二（1863年2月27日—1932年6月2日）本籍日本廣島縣福山町，畢業於廣島縣師範學校，為日本明治、大正時代官員，正四位勳三等。

## 經歷
枝德二為廣島縣人，文久三年（1863年）2月27日生於廣島縣福山町。歷任兵庫縣敎諭，長野縣敎諭，島根縣敎諭，茨城縣敎諭，縣屬，縣視學，師範學校校長，中學校校長，高等女學校校長，愛知縣事務官，愛知縣內務部長。
明治四十二年（1909年），枝德二奉令渡臺接替佐藤謙太郎擔任合併彰化廳後的首任台中廳長，管轄今臺中市部分區域（不包括和平區）與彰化縣。任台中廳長期間，推動在臺中公園興建臺中神社，興建臺中市役所及臺中廳舍，推動市區改正並進行排水溝與自來水管線工程，將大墩溪改名為柳川。
大正四年（1915年）轉任臺南廳長，並在廳改制為州後，順勢接任第一屆臺南州知事（1920年9月1日至翌年10月8日），管轄今雲嘉南地區，任內推動臺南孔子廟整修及嘉南大圳工程。大正10年（1921年）退官，至嘉南大圳組合擔任主事，爾後退休定居神戶。1932年6月2日因心臟麻痺病逝於該地自宅。

### 大正時期臺南孔廟整修
大正4年枝德二由臺中調任臺南廳，推動結合日本官方與臺南地方士紳許廷光、楊鵬摶、陳鴻鳴、謝羣我等人響應捐獻，募集經費重修臺南孔廟。原訂修築經費為33600圓，總督府補助15000圓，其餘18600圓則由臺南、嘉義、阿緱三廳籌募，而實募金額為22799圓。整修工程由臺南廳庶務課負責，原由臺南廳技師島田宗一郎、技手若林又藏二人主事，然二人相繼離開，後由技師森田松三郎及技手尾計國吉接手。整修工程相當程度遵守原有的格局，修舊如舊，未曾於原有建築形式上加上任何日式元素。也因如此臺南孔廟保留了大體完整的廟學結構，呈現閩臺孔廟之基本樣態。